# Distrikt San José (Lambayeque)
Der Distrikt San José liegt in der Provinz Lambayeque in der Region Lambayeque in Nordwest-Peru. Der Distrikt wurde am 17. November 1894 gegründet. Er besitzt eine Fläche von 45,2 km². Beim Zensus 2017 wurden 16.128 Einwohner gezählt. Im Jahr 1993 lag die Einwohnerzahl bei 7219, im Jahr 2007 bei 12.078. Die Distriktverwaltung befindet sich in der 8 m hoch gelegenen Küstenstadt San José mit 10.686 Einwohnern (Stand 2017). San José liegt 10 km südwestlich der Provinzhauptstadt Lambayeque sowie 14 km westlich der Regionshauptstadt Chiclayo.

## Geographische Lage
Der Distrikt San José befindet sich an der Pazifikküste im äußersten Süden der Provinz Lambayeque.
Der Distrikt San José grenzt im Norden an den Distrikt Lambayeque sowie im Südosten an den Distrikt Pimentel (Provinz Chiclayo).